# D.Va
D.Va是一名虚构的角色，出现于暴雪娱乐开发的第一人称射击游戏《守望先锋》及其相关媒介。D.Va出身韩国釜山，本名为宋荷娜 。

## 开发与设计
D.Va最早与源氏和小美一起于2015年10月公布，她是《守望先锋》正式发行前最后引入的英雄之一。D.Va被设计成一个坦克型人物，使用粉红色外骨骼机甲服战斗。作为移动性相对较高的坦克型人物，D.Va也被设计为“前锋”角色。
游戏发行后不久，D.Va被指出具有低伤害输出；游戏首席设计师杰夫·古德曼（Geoff Goodman）证实“D.Va的伤害绝对位于下游，这很像温斯顿。这种设计都出于同样的原因：他们的机动性强并且难于击杀”。D.Va还被指出在游戏中面对多个对手时，由于缺乏护盾，她容易受到比其他坦克型角色更多的伤害。古德曼把它与低伤害输出一起归结与《守望先锋》开发人员对角色的平衡性调整，指出“游戏中的每一个角色都有自己的优点和弱点，这样才能使团队配合更好。”古德曼透露，在她的开发初期，D.Va能应对更多的伤害，但这种伤害输出降低了，因为“这样的结果会是她飞到别人面前，消灭他们，然后又飞走。因为她的强机动性，几乎没有人可以应对。”尽管同意有反馈称D.Va的动力不足，但古德曼表示对角色的改进“不太可能是显著增加她的伤害输出”，他补充道“我们的目标是她应该是一个攻击性突击坦克，就像温斯顿那样。”对增益D.Va的讨论也与对削弱角色麦克雷的讨论相撞，这一角色曾被指出能很快消灭坦克角色；游戏总监杰夫瑞·卡普兰解释道D.Va的增益需要更长的时间来制定和实施。卡普兰说开发团队将探索改进她的伤害输出和生存能力，虽然可能只会“选择一个方向来进行”。

## 玩法
D.Va在《守望先锋》中是一名坦克型角色；她的机甲配有两个不需装载的聚变机炮。聚变机炮会对近距离目标造成大量伤害，但机炮开启时她的移动速度也会相应降低。D.Va还配备了助推器、防御矩阵、微型飞弹；助推器可以沿玩家准星方向快速移动，这一过程还会对与之接触的敌人造成轻微伤害并造成击退。防御矩阵可挡住前方的飞射物。微型飞弹則能射出數枚飛彈攻擊遠距離的敵人，或在玩家做近距離交戰時給予敵人更多傷害。一旦她的机甲耗尽生命值（HP），D.Va的被动技能“弹出！”会触发，使D.Va从机甲中弹出，此时她有150HP和一把轻型枪。此外，她在这种状态下的移动速度更快。D.Va的终极能力“自毁”发动时她也会从机甲中弹出，“自毁”会导致她的机甲爆炸，在影响范围造成大面积伤害。机甲爆炸后，D.Va可以使用第二个终极能力“呼叫机甲”，召唤一台新机甲并回到其中。

## 出场

### 《守望先锋》
在《守望先锋》的世界观中，D.Va是一名19岁的前职业玩家，中学时，她就已经在“机甲守护者五代”中排名世界第一，并拿到了世界冠军，超过了她的队友“D.MON”李侑娜和她最强劲的竞争对手“KING”韩暻秀。她16岁时在《星际争霸II》玩家排名中登顶第一，并以此闻名，而且她在退役前一直维持了不败纪录。。在宇宙智械危机中，一个智械怪物现身中国东海，破坏了包括韩国和其邻国在内的沿海城市。韩国政府组织了机动装甲无人机单位——韩国陆军特别机动部队（Mobile Exo-Force of the Korean Army，MEKA）打击怪物智械，但每次战斗都会陷入僵局。智械不断适应MEKA的无人机网络，并用它们对付韩国人。韩国政府努力为机甲寻找新的飞行员，并最终转向该国的职业游戏玩家，认为他们有必要的反应能力和本能，可以有效运作机甲先进的武器装备。来自釜山的D.Va就是韩国政府拟定的职业玩家之一。她在战斗中英勇对抗智械，后来她发展了全球性支持，开始现场直播她的战斗遭遇。
2018年8月23日，暴雪於韓國「《鬥陣特攻》粉絲節」及德國「科隆遊戲展」上公開了《鬥陣特攻》系列動畫短片《星光闪耀》，D.Va為該集的主角。短片講述了剛剛擊退了巨型智械「鬼神」新一輪襲擊的MEKA部隊出現懈怠，「鬼神」趁機派出裝有實彈的飛行器試圖突襲釜山。正留守海上基地的D.Va立即駕駛機甲出動與之搏鬥，然而孤軍作戰的她還是遇到了困難。在緊急關頭，她在同樣駐留在基地的男性親友岱玹的幫助下，通過機甲反應爐過載爆炸摧毀「鬼神」派出的最後一部飛行器，保護了釜山。

### 《风暴英雄》
在2017年5月发布的《风暴英雄 2.0》中，D.Va作为一名新增角色被加入到游戏中。她是《风暴英雄》里第五名来自《守望先锋》的角色。

## 评价
D.Va受到了游戏社区的积极评价。Kotaku报道称游戏的粉丝群是让角色爆红的原因，粉丝给她起绰号为“小精灵D.Va”（Gremlin D.Va），并为她创作Q版绘图。在玩家的固定形象中，她被描绘为“天真无邪”的D.Va。 
在专业评价领域，《Tech Insider》的史蒂夫科瓦奇（Steve Kovach）称D.Va是他最喜欢的角色。
在韩国，D.Va被视为D.Va国家协会的代表，后者由一群支持女性与LGBTQ权利的守望先锋玩家组成，以抗议总统朴槿惠。他们使用D.Va的图像和她的粉红色兔子标志作为抗议材料的一部分，其中一些出现在了对2017年女性大游行的国际报道中。